# دینا پربلینی
دینا پربلینی (به انگلیسی: Dina Perbellini) (زاده ۱۴ ژانویهٔ ۱۹۰۱-درگذشته ۲ آوریل ۱۹۸۴) بازیگر ایتالیایی بود.
از فیلم‌های معروف او می‌توان به بازی در تعطیلات با یک گانگستر و کلاه سه‌گوش اشاره کرد.